# Арка Адриана (Афины)
Арка Адриана (греч. Πύλη του Αδριανού) — триумфальная арка в Афинах, выходит на проспект Амалис. Была построена в 131 году афинянами в честь императора-благодетеля на дороге, ведшей из старого города (Плака) в новую, римскую часть, построенную Адрианом (Адрианополь, Αδριανούπολις).

## Архитектура
Высота сооружения 18 метров. По бокам центрального арочного проёма расположены пилястры, увенчанные капителями коринфского ордера. Аналогичные, но более высокие пилястры украшают углы сооружения. Арка увенчана композицией из коринфских колонн и пилястр, поддерживающих ионический архитрав, посредине которого расположен антаблемент с треугольным фронтоном.
Надпись, выбитая на архитраве со стороны акрополя, гласит: «Это Афины, древний город Тесея». На противоположной стороне, обращённой к Адрианополю, выбита надпись: «Это город не Тесея, а Адриана».
Арка целиком построена из пентелийского мрамора, добытого на расположенной поблизости горе Пенделикон.
В 2006—2008 годах проводились реставрационные работы, связанные в основном с химической очисткой поверхности монумента. Работами руководил химик-технолог Никос Белоянис из Центра охраны камня Министерства культуры Греции.